# Aérodrome de Rach Gia
 (mai 2021).
Si vous disposez d'ouvrages ou d'articles de référence ou si vous connaissez des sites web de qualité traitant du thème abordé ici, merci de compléter l'article en donnant les références utiles à sa vérifiabilité et en les liant à la section « Notes et références ».
L'aéroport de Rach Gia (code IATA : VKG • code OACI : VVRG) est un petit aéroport proche de la ville de Rạch Giá, chef-lieu de la Province de Kiên Giang, dans le sud du Viêt Nam.
Pendant la guerre du Viêtnam, c'était un aéroport militaire de l'armée des États-Unis et du Viêtnam du sud. Il y a deux pistes en béton de 1 500 m, capable d'accueillir les petits avions comme les ATR 72. La surface de l'aérogare est de 1 900 m2. En 2005, cet aéroport a accueilli 34 000 passagers. Il est desservi depuis l'aéroport international de Tân Sơn Nhất (Hô Chi Minh-Ville).

## Situation

### Carte des aéroports du Viêtnam
| Vân Đồn (2018) Thọ Xuân Chu Lai Liên Khuong Đà Nẵng Hải Phòng Cat Bi Hanoï Saïgon Nha Trang Phú Quốc Vinh Buôn Ma Thuôt Cà Mau Côn Đảo Đồng Hới Pleiku Phù Cát Phú Bài Rach Gia Nà Sản Đông Tác Vũng Tàu Cần Thơ Diên Biên Phu Quảng Trị |